# ПЕГИДА
ПЕГИДА, Патриотические европейцы против исламизации Запада (нем. Patriotische Europäer gegen die Islamisierung des Abendlandes, PEGIDA) — немецкое правопопулистское движение, созданное в декабре 2014 года в Дрездене. С октября 2014 года оно организовывало акции против предполагаемой его сторонниками «исламизации Европы» и против иммиграционной политики немецкого правительства.
7 мая 2021 года Земельное ведомство по охране конституции Саксонии признало ПЕГИДУ экстремистской организацией.
Движение прекратило своё существование 20 октября 2024 года.

## Деятельность
Движение ПЕГИДА было основано в Дрездене Лутцем Бахманом и проводит демонстрации с октября 2014 года с тем, чтобы повлиять на иммиграционную политику правительства ФРГ. Привлекла внимание общественности, когда её митинги начали становиться массовыми и охватывать большое количество людей. Демонстрация 7 декабря собрала около 10 000 человек, а 15 декабря — 15 000 человек. Во время еженедельных демонстраций 2015—2017 годов лозунги на транспарантах включали в себя такие, как «За сохранение нашей культуры», «Против религиозного фанатизма» и «Против религиозных войн на немецкой земле». Число сторонников ПЕГИДА постоянно увеличивалось вплоть до 2016 года; движению удалось выйти за пределы Саксонии и приобрести, в целом, общегерманский характер.
5 января 2015 года во многих немецких городах прошли демонстрации как сторонников, так и противников движения, собравшие в общей сложности около 30 000 человек, из них сторонников движения 18 000 только в Дрездене.
После стрельбы в редакции газеты Charlie Hebdo в демонстрации 12 января приняло участие около 25 000 сторонников движения. Состоялись также митинги противников движения. Ангела Меркель заявила, что ислам — это часть Германии и она примет участие в протестной акции мусульман в Берлине.
Комментаторы объясняют успех организации недовольством людей европейской иммиграционной политикой и недоверием к политикам и средствам массовой информации.

## Политические взгляды
В декабре 2014 года ПЕГИДА опубликовала манифест, в котором провозглашает борьбу за защиту христианской культуры Германии и толерантность по отношению к умеренным мусульманам. Исламизм в нём назван женоненавистнической и жестокой идеологией. В манифесте сказано, что военные беженцы должны получать убежище в Германии, он также называет существующие меры по расселению беженцев недостаточными и негуманными. ПЕГИДА выступает за более децентрализованное распределения средств и расселение иммигрантов в странах Европейского союза. Она хочет, чтобы немецкая иммиграционная политика опиралась на опыт Нидерландов и Швейцарии, чтобы облегчить интеграцию иностранцев в немецкое общество. Действующие законы должны строго соблюдаться, полиции должно быть предоставлено дополнительное финансирование, а приток беженцев и иммигрантов с криминальным прошлым должен быть исключён. Кроме того, ПЕГИДА выступает против предполагаемых сторонниками движения ограничений на свободу слова, введённых из-за гендерной проблематики и политкорректности.
При этом отношение участников движения к критическим высказываниям в их адрес, и более того — к работе средств массовой информации является исключительно болезненным и агрессивным, что выражается в постоянном употреблении свойственной для 1930—1940 годов лексики: «враг народа», «предатель», «вредитель», «продажная пресса», «левацкая политика» и так далее, а также призывы к «очищению» и «освобождению» от «продажных элит» во власти и в СМИ. Кроме того, был отмечен ряд случаев физической агрессии против аккредитированных журналистов.
В идеологии группы также выделялся яркий расизм и антисемитизм. ПЕГИДА до конца своего существования разделяла идеи немецкого этнонационалистического движения конца XIX — первой половины XX века «фёлькише», предшественника нацизма. Исследователь правого экстремизма Бернд Вагнер писал, что ПЕГИДА выступает в качестве переходного барьера между ультранационалистической и национал-демократической идеологией, описав его как «фёлькише-движение праворадикальной окраски».

## Реакция
Канцлер Германии Ангела Меркель раскритиковала ПЕГИДА, сказав, что в то время как каждый человек имеет право высказать своё мнение свободно, в Германии нет места для агитации против иммигрантов. Она также упомянула движение в своём новогоднем обращении к народу:
Поэтому я обращаюсь ко всем, кто выходит на такие демонстрации. Не идите за теми, кто к ним призывает. Ведь в их сердцах зачастую предрассудки, холод и даже ненависть.
Федеральный министр внутренних дел Томас де Мезьер заявил, что среди участников массовых митингов было много обычных людей, пришедших выразить озабоченность по поводу проблем современного общества. Бернд Лукке из партии Альтернатива для Германии считает позицию ПЕГИДА легитимной. По его мнению, люди, принимавшие участие в этих демонстрациях, не чувствуют, что их опасения были услышаны и поняты политиками.
Йозеф Шустер, председатель Центрального совета евреев Германии, высказал негативное отношение к группе, сказав, что возможность исламского завоевания Германии настолько же абсурдна, как и возможность возрождения нацизма в Германии.
26 декабря 2014 года противники движения начали интернет-акцию «За пёструю Германию — Миллион подписей против Pegida». Также противники ПЕГИДА организовывают митинги, собирающие более ста тысяч протестующих.

## Отставки
21 января 2015 года Лутц Бахман подал в отставку с поста руководителя движения после общественной критики его сообщений в социальной сети «Facebook». В частности, в закрытых разговорах на данном сайте Бахманн при описании иммигрантов употреблял такие эпитеты, как «животные», «отморозки» и «мусор», отмечая нужду в дополнительной безопасности отделов социального обеспечения «для защиты работников от животных», что было расценено как применение языка вражды. Также он разместил на странице свою фотографию, вызывающую аналогии с портретами Гитлера, под заголовком «Он вернулся!», а также фотографию человека, одетого в форму Ку-клукс-клана в сопровождении слогана «Three Ks a day keeps the minorities away». После этого государственные обвинители Дрездена инициировали расследование по подозрению в разжигании межнациональной розни, а вице-канцлер Зигмар Габриэль заявил, что теперь всем стало видно истинное лицо ПЕГИДЫ.
28 января, через неделю после отставки Бахмана, пресс-секретарь движения Катрин Эртель тоже подала в отставку по причинам «враждебности масс, угроз и карьерных недостатков». В то же время уволились и четверо других ведущих деятеля ПЕГИДЫ. 2 февраля Эртель вместе с шестью другими бывшими членами движения основали организацию «Прямая демократия для Европы» (нем. Direkte Demokratie für Europa), чтобы дистанцироваться от ультраправых тенденций ПЕГИДЫ.